# تخطيط صدى القلب عبر الصدر
يُعَد تخطيط صدى القلب عبر الصدر (TTE) هو النوع الأكثر شيوعًا لمخطط صدى القلب، وهو صورة ثابتة أو متحركة للأجزاء الداخلية من القلب باستخدام الموجات فوق الصوتية. يُضع المسبار (أو محول الموجات فوق الصوتية) على الصدر أو بطن الشخص للحصول على مناظرة مختلفة للقلب. يُستخدم كتقييم غير جراحي للصحة العامة للقلب، بما في ذلك صمامات القلب للمريض ودرجة تقلص عضلة القلب (مؤشر على الكسر القذفي). تُعرض الصور على شاشة للعرض في وقت الفحص ثم يتم تسجيلها.

## تفاصيل
يعتبر تخطيط صدى القلب عبر جدار الصدر أداة سريرية لتقييم بنية ووظيفة القلب. يمكن تقييم جميع حجرات وصمامات القلب بواسطتها، ولكن تختلف جودة تصوير هذه البنى ووضوحها من شخص لآخر. يمكن لتخطيط صدى القلب عبر جدار الصدر تقييم الأبهر والتامور والانصباب الجنبي والحبن والوريد الأجوف السفلي. إضافة إلى ذلك، يمكن استخدامه في تشخيص النوبة القلبية وتضخم القلب وارتشاحه بمواد غير طبيعية -كما في الداء النشواني مثلًا. يمكن تشخيص ضعف القلب وأورامه ومجموعة متنوعة من الأمراض الأخرى باستخدام تخطيط صدى القلب عبر جدار الصدر. يمكن لتخطيط صدى القلب عبر جدار الصدر تحديد الوظيفة الانبساطية للقلب والحالة الحجمية للسوائل واكتشاف خلل التزامن البطيني باستخدام القياسات المتقدمة لحركة الأنسجة مع مرور الوقت (دوبلر الأنسجة).
يوفر تخطيط صدى القلب عبر جدار الصدر عند البالغين فائدة محدودة للبنى الموجودة في الجزء الخلفي من القلب كالزائدة الأذينية اليسرى مثلًا. قد يكون تخطيط صدى القلب عبر المريء أكثر دقة منه لأنه يستبعد المتغيرات المذكورة سابقًا ويسمح بتصوير أقرب لمواقع النابتات الشائعة والاضطرابات الأخرى. يسمح تخطيط صدى القلب عبر المريء بتصوير أفضل لصمامات القلب الاصطناعية والخثرات الموجودة ضمن حجرات القلب الأربعة. يفضل اللجوء للتخطيط عبر المريء في المرضى ذوي الصدور السميكة أو غير الطبيعية ومن يعانون من مرض الانسداد الرئوي المزمن والسمنة.
يتضمن تخطيط صدى القلب عبر جدار الصدر بتباين الفقاعات حقن محلول ملحي غازي في الوريد، ليتبع ذلك إجراء الدراسة الصدوية. تكتشف الفقاعات في البداية في الأذين الأيمن والبطين الأيمن. إذا ظهرت فقاعات في القلب الأيسر، فهذا سيشير إلى وجود تحويلة بين الحجرات اليمنى واليسرى، ومن الأمثلة على ذلك: الثقبة البيضوية المفتوحة وعيب الحاجز الأذيني وعيب الحاجز البطيني والتشوهات الشريانية الوريدية في الرئتين.
قد يطلب الطبيب -عند الضرورة- إجراء تخطيط صدى القلب عبر جدار الصدر تحت الجهد. يمكن تحقيق ذلك إما عن طريق ممارسة الرياضة على الدراجة أو جهاز المشي أو عن طريق إعطاء دواء وريدي مقترن بعامل تباين يجعل سوائل الجسم متألقة. يسمح هذا بإجراء مقارنة بين قلبك أثناء الراحة وقلبك عندما ينبض بمعدل أسرع.
يرتبط تخطيط صدى القلب ببعض المخاطر؛ فقد يساهم بوضع تشخيص خاطئ في حال عدم ظهور الصور بوضوح كافي.

## دواعي الاستعمال
يجرى تخطيط صدى القلب عبر جدار الصدر في الحالات التالية:
- عند وجود أعراض غير نوعية قد تكون من منشأ قلبي مثل:
  - التوعك.
  - الزلة التنفسية.
- قصور القلب.
- عند سماع نفخات قلبية أو وجود مرض صمامي معروف.
- أثناء العلاج الكيميائي (تملك بعض الأدوية سمية قلبية).
- عند وجود ألم صدري لتقييم تشوهات حركة الجدار.
- عند وجود مرض قلب خلقي.
- الشك بالتهاب شغاف.
- عند نقص تأكسج الدم لتقييم التحويلة.

## الفحص

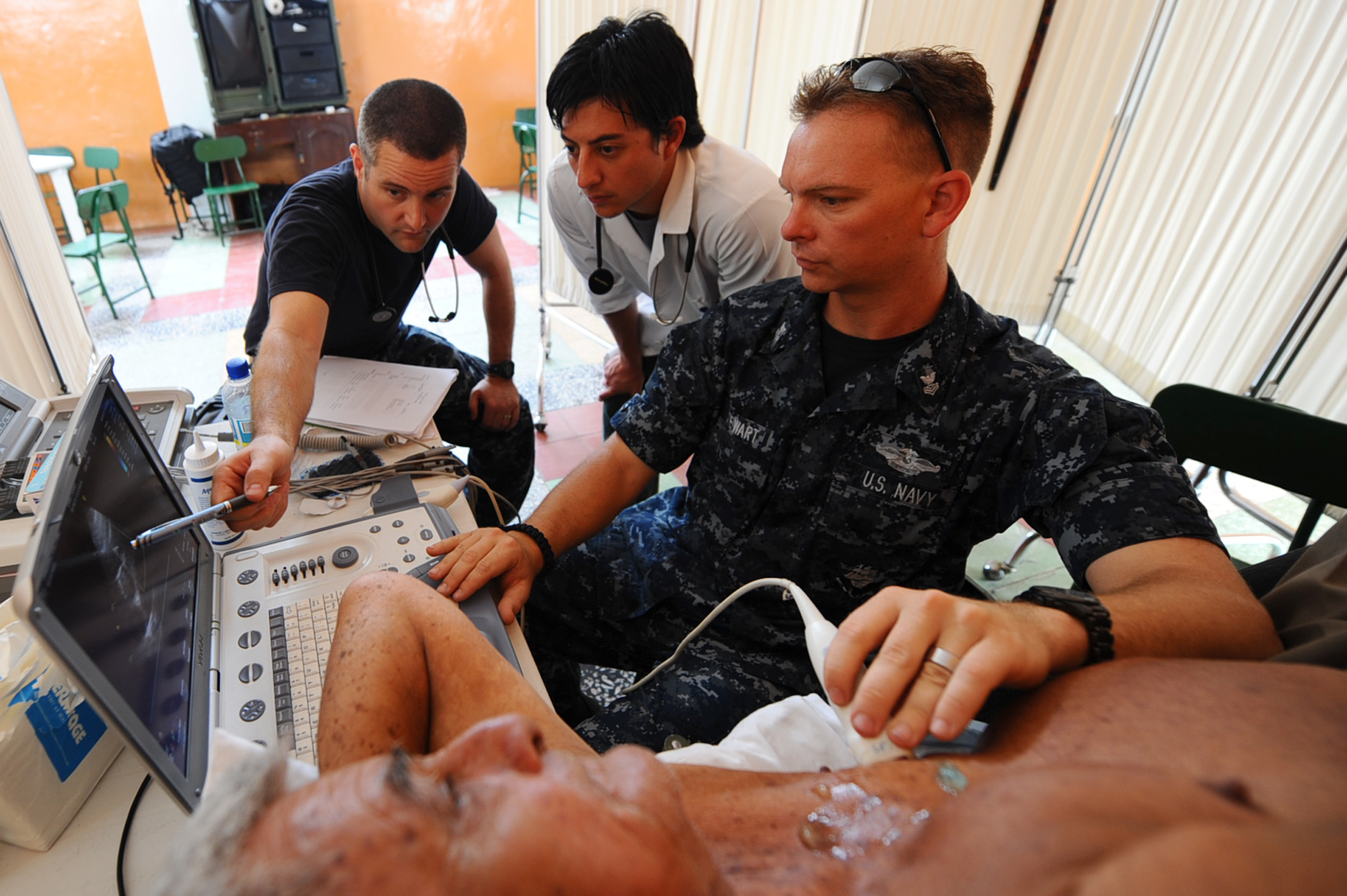
صورة تظهر الفحص

يجري طبيب القلب أو أخصائي تخطيط الصدى القلبي الفحص عادةً، وهو اختبار غير جراحي يمكن إجراؤه في العيادة أو غرف المرضى أو الغرف المخصصة للفحص بالصدى. يتضمن الفحص استخدام مسبار ناقل للصدى عبر نوافذ مختلفة للحصول على صور ومقاطع فيديو تستخدم لاحقًا لدراسة الحالة وكتابة النتائج بناءً على ذلك. يجرى الفحص عادةً أثناء الاستلقاء مع إمالة المريض إلى الجانب الأيسر؛ وهذا سيسمح برؤية أفضل للقلب. يستخدم جل خاص لتحسين النوافذ الصوتية وزيادة جودة الصور الملتقطة. وبشكل عام، يستغرق اختبار تخطيط صدى القلب عبر جدار الصدر غير المعقد أقل من 30 دقيقة.
يمكن متابعة الدراسة الكاملة لاحقًا بإجراء دراسات محددة -كرؤية بنى القلب فقط، أو يمكن اللجوء إليها للإجابة على أسئلة محددة بحسب سياق الحالة كجزء من الرعاية السريرية المحددة. ففي كثير من الحالات، يلجأ الأطباء لهذا الفحص في تقييم المرضى ذوي الحالات الحرجة للإجابة على أسئلة يملكها الفريق المعالج للحالة، ويعتبر الكشف عن الاندحاس القلبي والقصورات الصمامية الحادة أمثلة على ما سبق. في كثير من الأحيان، يلجأ الأطباء للفحص لتقييم أعضاء أخرى –كالرئتين مثلًا- بحثًا عن الانصباب كجزء من التقييم الدقيق للرضوض باستخدام الموجات فوق الصوتية.
يمكن لأي شخص مدرب على قراءة مخطط صدى القلب أن يقوم بتفسير الموجودات. ومع ذلك، تقتصر القراءة الرسمية لهذا الفحص على أطباء القلب. يمكن لأطباء التخدير أيضًا إجراء وتفسير تخطيط صدى القلب عبر جدار الصدر أثناء الجراحة. يفترض أن يقارب الفاحص موجودات الفحص بشكل مباشر عند إجراء الفحص كجزء من الرعاية السريرية المحددة أو كجزء من التقييم الفوري. تحظى حاليًا أجهزة تخطيط صدى القلب الصغيرة بشعبية متنامية.

## أساليب التصوير

### التصوير ثنائي الأبعاد
يعتبر التصوير ثنائي الأبعاد الطريقة الأكثر استخدمًا في الوقت الحالي. تشكل الموجات فوق الصوتية مستوى ثنائي الأبعاد للحصول على صورة تختلف حسب الزاوية والعمق. يمكن تقييم بنى القلب وفق هذا النوع من التصوير.

### وضع الحركة
يركز هذا النمط من التصوير على زاوية واحدة ويرسم حركتها مع الوقت، ولهذا يمكن استخدامه لمشاهدة حركة البنى مع مرور الوقت.

### المحاور
تعبر صور تخطيط صدى القلب عن القلب نفسه بشكل مباشر. يملك القلب محورين رئيسين هما: المحور الطويل والمحور القصير. يمتد المحور الطويل كخط وهمي يمر من قمة القلب عبر مركز الصمام التاجي، بينما يكون المحور القصير عمودي على المحور الطويل، ومنه يشاهد القلب بمقاطع عرضية.

## النوافذ
يتطلب تقييم القلب باستخدام الدراسات الصدوية وجود نوافذ صوتية للقلب. يعكس العظم الموجات فوق الصوتية، وبالتالي لا يمكننا رؤية جميع الهياكل الموجودة خلف العظام مباشرة. ولهذا السبب، يجب على الفاحص رؤية القلب بين العظام – أو بين الأضلاع بشكل خاص. يشيع استخدام النوافذ المجاورة للقص والقمية وتحت الضلعية وفوق القصية في سياق هذا الفحص.
- النافذة المجاورة للقص: هي المنطقة الممتدة على الجانب الأيسر من القص، وقد يستخدم الفاحص النافذة اليمنى المجاورة للقص.
- النافذة القمية: عند قمة القلب.
- النافذة تحت الضلعية: تحت القص عند الجزء العلوي من البطن.
- النافذة فوق القصية: فوق القص عند قاعدة العنق.

## الأمراض
يكون تخطيط صدى القلب عبر جدار الصدر مفيدًا في تشخيص العديد من الأمراض القلبية، وتعتبر الحالات التالية أمثلة على ذلك:
- اعتلالات العضلة القلبية: التوسعية والحاصرة والضخامية.
- ارتفاع ضغط الدم الرئوي، وهذا يتطلب درجة معينة من ارتجاع الصمام ثلاثي الشرفات.
- العيوب الحاجزية كعيب الحاجز الأذيني وعيب الحاجز البطيني مثلًا.
- الأمراض الصمامية من تضيق وقصور/ ارتجاع.
- بنية الصمامات الاصطناعية البديلة ووظيفتها.
- أم الدم الأبهرية الصدرية.
- الأمراض الارتشاحية كالداء النشواني مثلًا.
- الاندحاس القلبي: يُشخص الاندحاس القلبي (أو السطام التاموري) سريريًا، ولكن يستطيع تخطيط صدى القلب تشخيص الحالات تحت السريرية.
- تقييم الأمراض القلبية الخلقية كرباعية فالو وانقلاب وضع الأوعية الكبرى مثلًا.
- الانصمام الرئوي.
- التهاب الشغاف، ولكن تكون الحساسية أعلى عند استخدام تخطيط صدى القلب عبر المريء.

## روابط خارجية
- تخطيط صدى القلب عبر الصدر الافتراضي - مصدر التعلم عبر الإنترنت
- فوق الصوتية الأساسية، تخطيط صدى القلب ودوبلر للأطباء
- https://www.drugs.com/cg/transthoracic-echocardiogram.html
- [تخطيط صدى القلب عبر الصدر - ما تحتاج إلى معرفته. (بدون تاريخ). تم استرجاعه في 10 ديسمبر 2017، من https://www.drugs.com/cg/transthoracic-echocardiogram.html]